# شمعون الثامن عشر روبيل
مار شمعون الثامن عشر روبيل (أيضًا سيمون الثامن عشر رويل أو رويل) كان بطريركًا للكنيسة الأشورية في الشرق من عام 1861 إلى 1903 خلفاً لعمه شمعون السابع عشر إبراهام.
قاد الكنيسة من قدشانيس، في جنوب شرق تركيا. وفي عام 1869، تلقى دعوة من الفاتيكان لحضور مجلس الفاتيكان الأول كمراقب لكنه لم يقبل الدعوة، ورفض أيضًا مبادرات أخرى من أجل الاتحاد مع الكنيسة الكاثوليكية. توفي البطريرك الكاثوليكي في 16 مارس 1903 وخلفه شمعون الحادي والعشرون بنيامين.